# New wave
 Denne artikel omhandler musikgenren. Opslagsordet har også en anden betydning, se New Wave (konkurrence).
New wave er en rockgenre, som opstod i slutningen af 1970'erne og i 1980'erne. Den udviklede sig fra punk rock som en reaktion mod 1970'ernes populærmusik. New wave var en mindre aggressiv musikgenre, der forenede punkens enkelhed med elementer af pop, rock 'n' roll, ska, reggae, powerpop, elektronisk musik, disco, funk og andet.

## Bands
- Blondie
- The Cure
- Det Neodepressionistiske Danseorkester
- Depeche Mode
- Joy Division
- Kraftwerk
- Erasure
- Gnags (i perioden 1979-81)
- Gangway
- Kliché
- New Order
- The Smiths
- Talk Talk
- Talking Heads
- Television
- The The
- Tv-2 (i de tidlige år)

## New wave-stile
- Two tone
- Post-punk
- Pub rock
- Synthpop
- Electropop
- Mod revival
- Powerpop
- La Movida Madrileña
- Goth

## Parallelle bevægelser
- Coldwave
- Dark wave
- Neue Deutsche Welle
- No Wave
- Minimal wave

## Fodnoter
| Musik | Spire Denne musikartikel er en spire som bør udbygges. Du er velkommen til at hjælpe Wikipedia ved at udvide den. |